# جی‌ای۸ ایروان
جی‌ای۸ ایروان (به انگلیسی: GippsAero_GA8_Airvan) یک هواگرد ملخ‌پیشین تک‌موتوره از نوع ترابری ساخت شرکت GippsAero است. هواگرد جی‌ای۸ ایروان نخستین پروازش را در ۳ مارس ۱۹۹۵ میلادی انجام داد. این هواگرد در سال دسامبر ۲۰۰۰ میلادی رسماً معرفی گردید و در سال‌های 2000–تاکنون در حال تولید بوده است. در مجموع، تعداد ~۲۴۰ فروند از این هواگرد ساخته شده‌است.